# Samangan

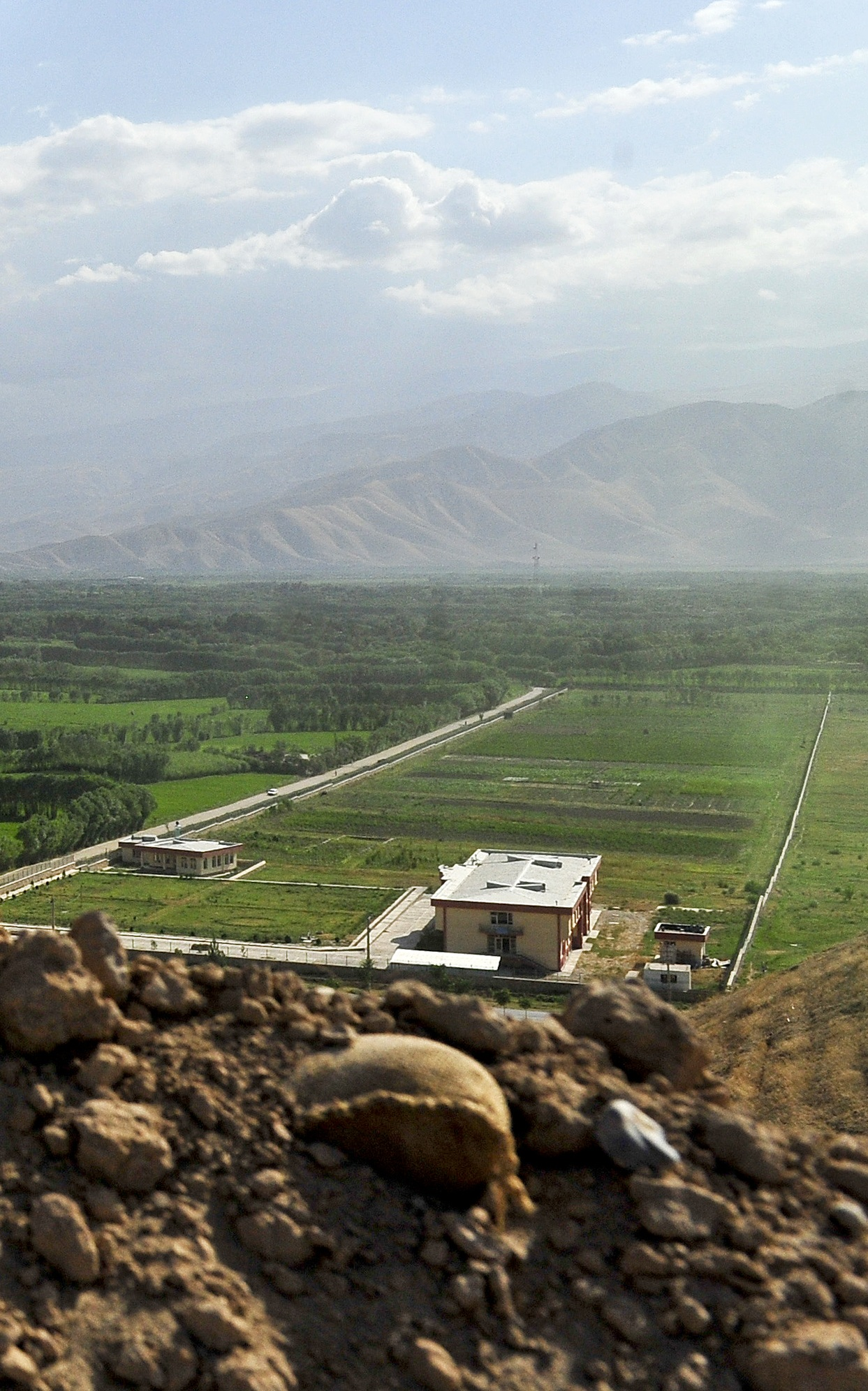
Provinz Samangan

Samangan (paschtunisch سمنګان, Dari سمنگان, DMG Samangān) ist eine Provinz (velayat) im Norden Afghanistans und grenzt an die Provinzen Balch, Kundus, Baghlan, Bamiyan und Sar-i Pul (im Uhrzeigersinn, beginnend im Norden).
Die Hauptstadt der Provinz ist Aybak. Die Provinz hat eine Fläche von 13.438 Quadratkilometern und 446.100 Einwohner (Stand: 2022).
Im April 2010 wurde die Provinz Samangan durch ein Erdbeben erschüttert, das Todesopfer, Verletzte und Zerstörungen von Häusern nach sich zog.

## Mythologie
Samangan (in Heldensagen von Firdusi von Schack die „Stadt Semengan“) hat in das iranische Nationalepos Schahname von Firdausi Eingang gefunden. In der Erzählung von Rostam und Sohrab wird Samangan als Grenzland zwischen Iran und Turan erwähnt. Die Tochter des Königs von Samangan, Tahmine verliebt sich in Rostam. Neun Monate nach einer Liebesnacht wird der gemeinsame Sohn Sohrab, der allerdings ohne seinen Vater aufwächst geboren. Als der herangewachsene Sohn seinen Vater in Iran sucht, wird er in einen tödlichen Zweikampf verwickelt und von seinem Vater erdolcht. Den sterbenden Sohrab im Arm erkennt Rostam seinen Sohn an einem Armreif, den er Tahmine einst gegeben hat.

## Verwaltungsgliederung
Die Provinz Samangan ist in folgende Distrikte gegliedert:
- Aybak
- Darah Sof Balla
- Darah Sof Payan
- Feroz Nakhchir
- Hazrat Sultan
- Khuram wa Sarbagh
- Ruyi Du Ab